# Fontès

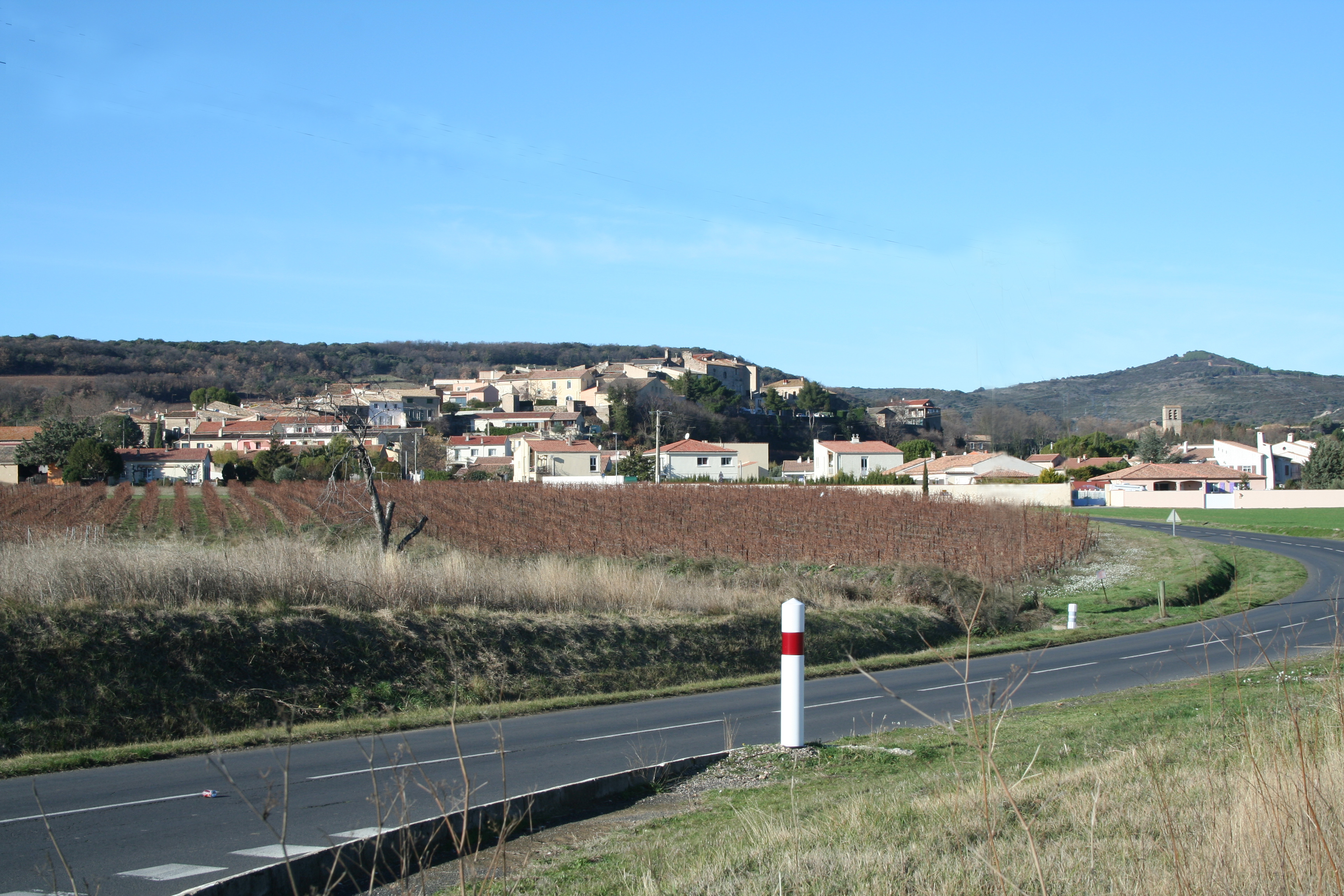
Fontès

Fontès är en kommun i departementet Hérault i regionen Occitanien i södra Frankrike. Kommunen ligger i kantonen Montagnac som tillhör arrondissementet Béziers. År 2022 hade Fontès 1 059 invånare.

## Befolkningsutveckling
Antalet invånare i kommunen Fontès
Referens:INSEE